# Línea Ryūgasaki
 La Línea Ryūgasaki  (竜ヶ崎線 Ryūgasaki-sen?) es un tren local en la ciudad de  Ryūgasaki  de la Prefectura de Ibaraki, administrada por Kantō Railway. 

## Características
La Línea Ryūgasaki es una vía férrea corta  no electrificada.
La línea posee tres estaciones, la estación inicial Sanuki que enlaza con la Línea Jōban, una estación intermedia llamada Ireji y la estación final Ryūgasaki.

## Estaciones

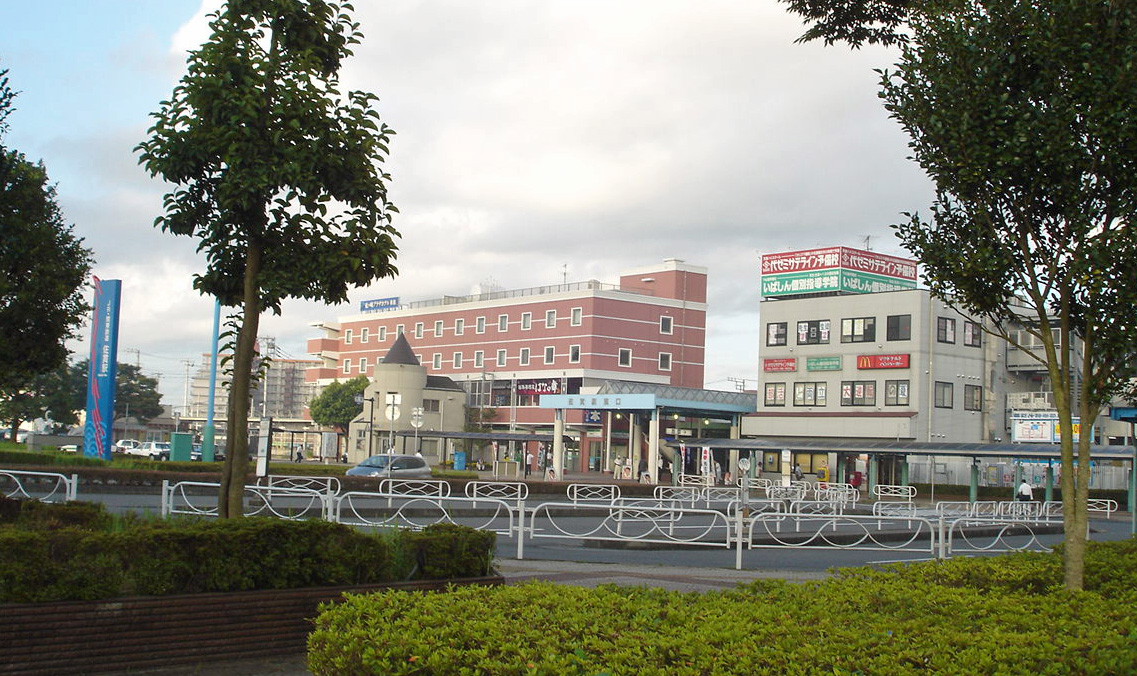
Estación Sanuki

| N.º | Estación  | Nombre japonés | Distancia (km) | Distancia total | Transferencia |
| --- | --------- | -------------- | -------------- | --------------- | ------------- |
| 01  | Sanuki    | 佐貫           | 0.0            | 0.0             | Línea Jōban   |
| 02  | Ireji     | 入地           | 2.2            | 2.2             |               |
| 03  | Ryūgasaki | 竜ヶ崎         | 2.3            | 4.5             |               |